# Jean Charles Quinette de Cernay
Jean-Charles Quinette de Cernay, ou Cerney, né le 25 juillet 1776 à Paris et mort le 29 juin 1822 à Vieux-Moulin, dans l'Oise, est un général français de la Révolution et de l’Empire.

## Biographie

### Début de carrière
Il entre en service le 1er août 1792 à l’armée du Rhin et est blessé le 30 septembre 1792 à Spire. Il passe lieutenant le 9 novembre 1793 au 2e régiment d’artillerie à cheval et est nommé capitaine le 31 août 1794. Entre 1795 et 1796, il est affecté à l’armée de l’Ouest et le 20 avril 1795, il devient aide de camp du général Hoche. Le 6 juillet 1797, il prend le commandement d’un escadron de fusiliers au 12e régiment de chasseurs à cheval, rattaché à l’armée de Sambre-et-Meuse et de 1798 à 1801, il fait partie des armées de Mayence, du Danube et du Rhin. Il passe chef d’escadron le 24 juin 1801 et est fait chevalier de la Légion d’honneur le 14 juin 1804.

### Au service de l'Empire
Le 29 mars 1805, Quinette est promu major au 2e régiment de chasseurs et il participe de 1805 à 1807 aux campagnes d’Autriche, de Prusse et de Pologne. Il combat à la bataille d’Austerlitz le 2 décembre 1805. Il est nommé colonel le 31 décembre 1806, au 5e régiment de cuirassiers et est élevé au grade d’officier de la Légion d’honneur le 11 juillet 1807. Il est également créé baron de l’Empire le 7 mars 1808. En 1809, il fait la campagne d’Autriche et est promu général de brigade le 6 août 1811. Le 25 décembre suivant, il rejoint le corps d’observation de l’Elbe. Le 18 février 1812, il est démis de ses fonctions, accusé d’avoir détourné, pendant son commandement du 5e cuirassiers, de l’argent sur la masse des uniformes pour compenser ses dettes.
Le 14 février 1813, il reprend du service sur ordre de l’Empereur, comme commandant de la brigade de cuirassiers de la 1re division du 1er corps de cavalerie et le 1er mars, il participe à la campagne de Saxe. Le 16 juin 1813, il commande le dépôt de cavalerie à Leipzig et le 15 juillet il prend le commandement de la 2e brigade de la 4e division lourde du 3e corps de cavalerie. Le 20 décembre 1813, il commande la 2e brigade de la division du général Jacquinot et en mars 1814, il est à la tête de la 2e brigade de la 5e division du 6e corps d’armée. Lors de la Première Restauration, il est mis en non-activité le 1er septembre 1814. Il est fait chevalier de Saint-Louis et commandeur de la Légion d’honneur par le roi Louis XVIII, le 27 décembre 1814. Pendant les Cent-Jours, il reprend un commandement le 15 mai 1815, dans la 8e division de l’armée du Rhin. Il est mis en non-activité en août 1815. Il meurt le 29 juin 1822, à Vieux-Moulin.

## Donataire
- Le 17 mars 1808, rente de 4 000 francs sur le domaine de Trasimène.

## Armoiries
| Figure | Nom du baron et blasonnement |
| ------ | --- |
|        | Armes du baron Jean Charles Quinette de Cernay et de l'Empire, décret du 19 mars 1808, lettres patentes du 5 octobre 1808, commandeur de la Légion d'honneur Coupé d'argent et d'azur ; l'argent au lion issant de sable, lampassé et onglé de gueules ; l'azur aux trois flèches d'or, rangées en fasce, posées en pal, la pointe vers le chef; quartier des barons militaires - Livrées : blanc, bleu, noir, et rouge. |

## Sources
- (en) « Generals Who Served in the French Army during the Period 1789 - 1814: Eberle to Exelmans »
- Thierry Pouliquen, « Les généraux français et étrangers ayant servis [sic] dans la Grande Armée » (consulté le 27 octobre 2014)
- « La noblesse d’Empire » (consulté le 27 octobre 2014)
- « Cote LH/2250/28 », base Léonore, ministère français de la Culture
- (pl) « Napoléon.org.pl »
- Charles Théodore Beauvais et Vincent Parisot, Victoires, conquêtes, revers et guerres civiles des Français, depuis les Gaulois jusqu’en 1792, tome 26, C.L.F Panckoucke, janvier 1822, 414 p. (lire en ligne), p. 149.
- Vicomte Révérend, Armorial du premier empire, tome 4, Honoré Champion, libraire, Paris, 1897, p. 101.
- Louis Gabriel Michaud, Biographie des hommes vivants, ou, Histoire par ordre alphabétique de la vie publique de tous les hommes qui se sont fait remarquer par leurs actions ou leurs écrits, tome 5, Paris, L.G Michaud, 1819, 560 p. (lire en ligne), p. 133.
- Arthur Chuquet, Ordres et apostilles de Napoléon (1799-1815), paris, librairie ancienne Honoré Champion, 1911, p. 295
- Georges Six, Dictionnaire biographique des généraux & amiraux français de la Révolution et de l'Empire (1792-1814), Paris : Librairie G. Saffroy, 1934, 2 vol., p. 340-341